# عامل برادفورد
عامل برادفورد أو صيغة برادفورد يستخدم في إدارة الموارد البشرية كوسيلة لقياس تغيب العمال. النظرية هي أن الغيابات القصيرة والمتكررة وغير المخطط لها هي أكثر اضطرابا من الغيابات الطويلة. وفقا لمعهد تشارترد للأفراد والتنمية تمت صياغة المصطلح لأول مرة نظرا لارتباطه المفترض بالبحث الذي أجرته كلية الإدارة بجامعة برادفورد في الثمانينيات. وفقا لصحيفة فاينانشال تايمز أرجع "فولكلور الموارد البشرية" أصوله إلى شركة أدوية حضر مديروها ندوة في مدرسة برادفورد للإدارة. لم تؤكد جامعة برادفورد أن عامل برادفورد نشأ هناك.

## العملية الحسابية
يتم حساب عامل برادفورد على النحو التالي:
S² × D
حيث:
- S هو العدد الإجمالي للفترات (الحالات) لغياب الفرد خلال فترة محددة
- D هو إجمالي عدد أيام غياب ذلك الفرد خلال نفس الفترة المحددة[3]

عادة ما يتم تعيين "الفترة المحددة" على أنها فترة 52 أسبوعا متجددة.
على سبيل المثال هذه هي الطريقة التي يمكن بها إظهار غياب لمدة 10 أيام:
- مثيل واحد للغياب لمدة عشرة أيام (1 × 1 × 10) = 10 نقاط
- حالتان من الغياب مدة كل منهما خمسة أيام (2 × 2 × 10) = 40 نقطة
- 5 حالات غياب كل يومين (5 × 5 × 10) = 250 نقطة
- 10 حالات غياب كل يوم (10 × 10 × 10) = 1000 نقطة

للمقارنة حالة الغياب الواحدة لمدة سنة عمل واحدة تقريبا 240 نقطة (1 × 1 × 240).
في مايو 2001 بدأت خدمة سجون صاحب الجلالة في استخدام عامل برادفورد لتحديد الموظفين الذين يعانون من التغيب الشديد بسبب المرض. تُستخدم صيغة برادفورد لحساب "درجة الحضور".

## المحددات
تم تصميم العامل في الأصل للاستخدام كجزء من التحقيق الشامل وإدارة التغيب. على النقيض من ذلك إذا تم استخدامه كجزء من نهج محدود للغاية لمعالجة الغياب أو عن طريق تحديد درجات منخفضة بشكل غير واقعي فإنه يعتبر قصير النظر ومن غير المرجح أن يكون ناجحا ويمكن أن يؤدي إلى استياء الموظفين وتظلماتهم. لا تأخذ الصيغة في الاعتبار بعض الإعاقات التي قد تؤدي إلى حالات غياب قصيرة المدى مثل الصرع والربو أو أمراض خطيرة ولكن يمكن الشفاء منها مثل السرطان. وبالمثل فإنه لا يأخذ في الحسبان أمراض المناعة الذاتية التي لا يمكن التنبؤ بحدوث نوبات المرض فيها. غالبا ما يثير استخدام عامل برادفورد جدلا محتدما. تجادل نقابة العمال البريطانية يونيسون بأن عامل برادفورد يميل إلى تشجيع الحضور حيث يخشى العمال اتخاذ إجراءات تأديبية للعمل مع الأمراض المعدية والمخاطرة بنشر المرض للآخرين.